# Queen's Evidence
Queen's Evidence é um filme mudo britânico de 1919, do gênero drama, dirigido por James Mackay e estrelado por Godfrey Tearle, Unity More e Janet Alexander. Foi baseado ne peça Adam and Eve, de C. E. Munro e Louisa Parr. Um contrabandista tenta colocar a culpa no seu irmão, quando o guarda-costa começa a pressioná-lo. 

## Elenco
- Godfrey Tearle ... Adam Pascal
- Unity More ... Eve Pascall
- Janet Alexander ... Joan Hocking
- Lauderdale Maitland ... Jerrem
- Edward Sorley ... Jonathan
- Bruce Winston ... Job
- Pardoe Woodman ... Reuben May
- Ada King